# Большая Сетунь
Большая Сетунь — деревня, затем посёлок поблизости от Москвы, включённый в состав города Кунцево в 1925 году, а в 1960 году — в состав Москвы (ныне район современной улицы Толбухина, на территории района Можайский Западного административного округа). Населённый пункт располагался к югу от современной железнодорожной станции Сетунь.

## История
После того как в 1872 году по данной местности прошла Александровская (Белорусская) железная дорога, вблизи железнодорожного полотна возникли выселки из Спасского-на-Сетуни, которые со временем выросли в самостоятельные деревни Большая и Малая Сетунь.
Близ села стали возникать промышленные предприятия, самыми крупными из которых были: шерстоткацкая мануфактура Софии Саксэ, ковровая мануфактура Ивана Пешкова, суконно-ткацкая Николая Шульца, пистонный завод Русско-Бельгийского общества и прочие. Самым масштабных из них являлась фабрика по производству брезента и ремней Франца Реддавея.
Когда в конце XIX века Реддавей купил усадьбу Сетунь, населенный пункт стал приобретать промышленные черты. Владелец села и фабрики открыл в окрестностях Сетуньскую лечебницу, коммерческое училище, публичную библиотеку. В штате больницы числились три врача, две акушерки и трое фельдшеров. Наряду с амбулаторным приемом здесь существовали 33 койки для тяжелобольных. Часть из них оплачивали владельцы соседних предприятий. Также в селе был организован музыкально-драматический кружок и начало работу потребительское общество.
В 1925 году Московский уездный исполком принял решение об образовании города Кунцево, в его состав вошло и село Большая Сетунь с прилегающей дачной местностью.

## Транспорт

### Железнодорожный
- пл. Сетунь Смоленского направления Московской железной дороги